# Victor Stancescu
Victor Stancescu (Bucarest, 10 marzo 1985) è un ex hockeista su ghiaccio rumeno naturalizzato svizzero.

## Carriera
Nato in Romania, ma cresciuto in Svizzera, ha giocato per tutta la sua carriera con la maglia dei Kloten Flyers, se si eccettuano pochi incontri in seconda e terza serie nei primi anni di carriera. Della squadra è stato capitano dal 2010 al ritiro.
Ha vestito le maglie delle rappresentative svizzere under 18 e under 20, ed ha poi vestito molte volte la maglia della nazionale maggiore, con cui ha preso parte a due edizioni del mondiale (2011 e 2014).
Si è ritirato nel settembre 2015 per problemi alle anche operate dodici anni prima.